# 藤沢友吉郎
藤沢 友吉郎（ふじさわ ともよしろう、1928年7月26日 - ）は、日本の経営者、薬学博士。藤沢薬品工業社長、会長を務めた。

## 経歴
大阪府大阪市出身。1953年に東北大学理学部化学科を卒業し、同年に藤沢薬品工業に入社。1970年11月に取締役に就任し、1972年11月に常務を経て、1976年6月に副社長に就任し、1978年1月には社長に昇格。1992年6月に会長に就任し、1998年6月に取締役相談役を経て、2005年4月からアステラス製薬相談役を務めた。
1993年11月に藍綬褒章を受章し、2002年11月に勲二等瑞宝章を受章。